# 6195 Нукарія
6195 Нукарія (6195 Nukariya) — астероїд головного поясу, відкритий 13 листопада 1990 року.
Тіссеранів параметр щодо Юпітера — 3,449.
Названо на честь Нукарія (яп. ぬかりや(勿滑谷) нукарія)